# Paradoloria dorsoserrata
Paradoloria dorsoserrata is een mosselkreeftjessoort uit de familie van de Cypridinidae. De wetenschappelijke naam van de soort is voor het eerst geldig gepubliceerd in 1908 door Müller.